# لیناینما

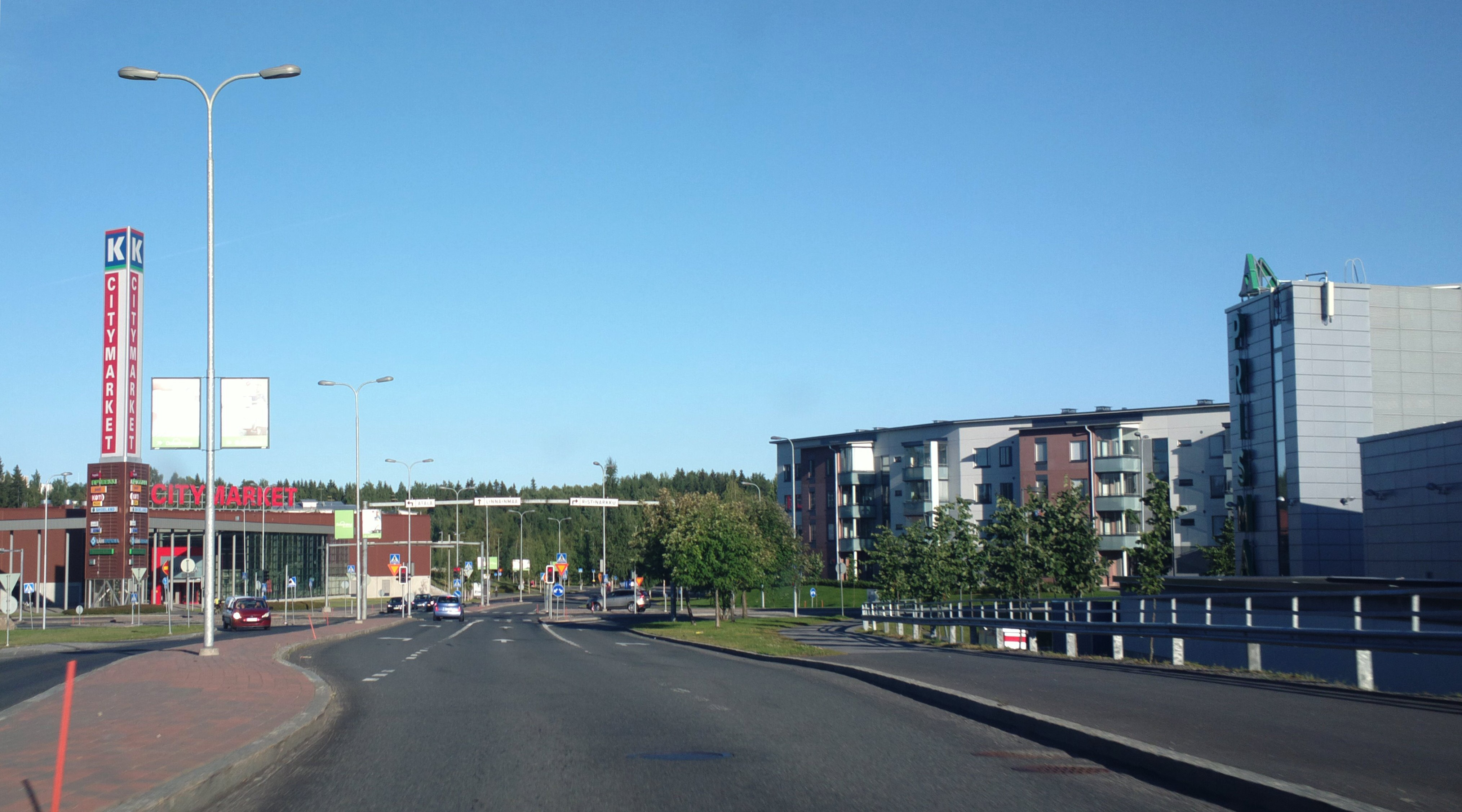
مرکز لیناینما

لیناینما (فنلاندی: Linnainmaa) یک بخش با حدود ۶۰۰۰ نفر جمعیت در بخش شرقی تامپره، فنلاند، حدود شش کیلومتر از مرکز شهر فاصله دارد. گذرگاه شرقی تامپره از غرب با لیناینما و از شمال با بزرگراه ۱۲ هم‌مرز است. ساختمان‌های لیناینما عمدتاً شامل خانه‌های مستقل ساخته شده در دهه‌های ۱۹۵۰ و ۱۹۶۰ و همچنین خانه‌های مستقل جدیدتر، پارکینگ طبقاتی و خانه‌های ردیفی است. میانگین سنی ساکنان لیناینما ۴۰.۹ سال است. بزرگترین گروه سنی ۳۰ تا ۴۹ سال است. اکثر ساکنان این منطقه شاغل هستند و دومین گروه بزرگ بازنشسته‌ها هستند.

## تاریخچه و ریشه‌شناسی
تعیین ریشه نام لیناینما دشوار است. در صورتجلسه جدایی بزرگ سال ۱۷۸۵ به مزرعه‌ای به نام «لیناما» اشاره شده است که به طور مشترک متعلق به چندین خانه مسوکوله بوده است. بنابراین، این نام ممکن است به ملک اصلی «Linna» (به معنی قلعه) اشاره داشته باشد. از سوی دیگر، نام مزرعه ممکن است «لیناما» نیز بوده باشد، یعنی مزرعه‌ای که در آن کتان کشت شده است. در گویش‌های غربی، کتان «لیینا» (سوئدی: lin) نامیده شده است و مشخص شده است که کتان از اوایل قرن هجدهم در این منطقه کشت می‌شده است، بر این اساس می‌توان فرض کرد که «لیناما» یک نمادگذاری نادرست برای یک کاتب فنلاندی‌زبان بوده است. نام فعلی این منطقه نیز دقیق نیست، زیرا مردم محلی قدیمی بر اساس کشتزار یوسیلا که در آنجا قرار دارد، از نام «منطقه یوسیلا» استفاده کرده‌اند.
اولین برنامه‌ریزی شهری لیناینما در سال ۱۹۵۵ تصویب شد و از دهه ۱۹۷۰ خانه‌های مستقل، خانه‌های ردیفی و آپارتمان در این منطقه ساخته شده‌اند. در نامگذاری خیابان‌ها، آلانیکیلانگاتو، هانولانکاتو، جوسیلانکاتو، کیریوالانکاتو و یلینیکیلانگاتو به ساختمان‌های اصلی قدیمی اشاره دارند؛ در دهه ۱۹۶۰، کیریوال به عنوان یکی از گزینه‌های نام منطقه به نمایش گذاشته شد.

## خدمات
مدرسه لیناینما یک دبستان است که شامل کلاس‌های ۱ تا ۹ می‌شود. مرکز بهداشت لیناینما به ساکنان این منطقه خدمت‌رسانی می‌کند.
خدمات تجاری لیناینما از دهه ۱۹۹۰ در نزدیکی تقاطع گذرگاه‌های شرقی تامپره و جاده لاهتی متمرکز شده است. مرکز جدید این منطقه که «Koilliskeskus» نام دارد، برای توسعه سومین مرکز منطقه‌ای تامپره مورد استفاده قرار خواهد گرفت که نه تنها به مردم لیناینما، بلکه به ساکنان سایر مناطق شرقی نیز خدمات ارائه خواهد داد. لیناینما دارای پریسما و کی‌سیتی‌مارکت است که هم خدمات تجاری و هم خدمات عمومی ارائه می‌دهند.
لیناینما متعلق به قصبه مسوکوله است. یک خانه کلیسا در این منطقه وجود دارد.